# 말레이시아의 선거
이 문서는 말레이시아의 선거에 대해 다룬다.

## 개요
말레이시아는 소선거구제를 택하고 있어, 상대편 후보가 자신 못지 않은 표를 얻었더라도, 자신이 더 많은 표를 얻었을 경우, 상대편의 표는 자연스레 무효가 된다. 전부다 지역구, 전국구 따위이며 한국과는 달리 비례대표가 없다.
내각책임제에 입각한 입헌군주제이며, 두 종류의 선거가 있다. 하나는 대(大)총선거(Pilihanraya Umum)이고, 다른 하나는 소(小)총선거(Pilihanraya Kecil)이다. 대총선거는 일반적인 선거, 즉 일반 총선을 말하는 거고, 소총선거는 보궐선거를 말한다.
양원제이며, 상원인 원로원(Dewan Negara)과 하원인 대의원(Dewan Rakyat)으로 구성되어 있다. 총선은 대의원 선거에 해당하는데, 하원의원만을 뽑는 것이다. 21세 이상의 말레이시아인은 선거권을 가지며, 따라서 누구나 투표할 수 있다. 또다른 의회로는 주의회가 있는데, 이는 각 주에서 있는 선거로, 각 주 주민들만의 별도의 투표권이 있다. 대개는 동시에 치러지나, 사라왁, 사바는 따로 치르는 경우가 있다.

## 같이 보기
- 선거 제도